# Siódmak (przystanek kolejowy)
Siódmak – przystanek osobowy w Siódmaku na linii kolejowej nr 35, w województwie warmińsko-mazurskim, w Polsce.

## Ruch pasażerski
| Rok  | Wymiana pasażerska na dobę |
| ---- | -------------------------- |
| 2022 | brak                       |
| 2024 | 0-9                        |